# Alekszandr Alekszandrovics Aljechin
Alekszandr Alekszandrovics Aljechin (orosz betűkkel: Алекса́ндр Алекса́ндрович Але́хин; a családnév korábban gyakran előfordult Aljohin [Алёхин] formában is; franciásan: Alexandre Alekhine; Moszkva, 1892. október 31. – Estoril, 1946. március 24.) orosz sakkozó, nagymester, a Szovjetunió első sakkbajnoka (1920), a negyedik sakkvilágbajnok, aki Franciaországban töltötte felnőtt élete jó részét, ahová 1921-ben emigrált. (Francia állampolgárságot 1927-ben kapott, három nappal azelőtt, hogy világbajnok lett). 1927 és 1935, majd 1937 és 1946 között volt világbajnok.
Küzdő szellemű és kreatív játékstílusáról ismerték. Sakkszakíróként is jelentős volt.
2004-ben beválasztották a World Chess Hall of Fame (Sakkhírességek Csarnoka) tagjai közé.

## Élete

### IfjúságaOroszországban
Gazdag moszkvai nemesi család gyermeke. Apja, Alekszandr Ivanovics Aljechin földbirtokos volt, és az Állami Duma tanácsnoka. Anyja, Anyiszja Ivanovna Aljechina (lánykori nevén Prohorova) egy gazdag iparos lánya. Apja a cári gárda tisztje volt. Gimnáziumi tanulmányait Moszkvában végezte. A sakkal korán kapcsolatba került, anyja, bátyja, Alekszej és egyik nővére, Varvara vezették be a játék rejtelmeibe. Először apjával és négy évvel idősebb bátyjával, Alekszejjel játszott, aki állítólag szintén egy jó játékos volt. Majd távsakkot (levelezési sakk) kezdett játszani és belépett a Moszkvai Sakktársaságba, a legjelentősebb moszkvai sakkegyesületbe.
Első ismert játszmája tízéves korából való, amelyet 1902. december 3-án egy levelező tornán vívott. A következő évtizedben a Sahmatnoje Obozrenye sakkmagazin számos levelező versenyén vett részt. Első tábla melletti versenyén 1907-ben vett részt Moszkvában, a helyi sakk klub tavaszi tornáján. Az őszi tornán a 11-13. helyen végzett (bátyja, Alekszej 4-6. lett). A következő évben, 14 évesen, azonban Alekszandr már megnyerte a tavaszi tornát.
Apja vagyoni helyzete lehetővé tette számára, hogy sakktehetségét már fiatal korában kibontakoztassa. A következő években egyre erősebb versenyeken játszott, már Oroszországon kívül is. Eredményei ekkor még vegyesek voltak, de 16 éves korára megszilárdította pozícióját a legjobb orosz sakkozók közt. Első tornagyőzelmét 1908-ban a sakktársaság őszi tornáján, 16 éves korában érte el. Még 15 évesen vett részt Düsseldorfban az első nemzetközi versenyen, ahol a 4-5. helyet szerezte meg. Akkoriban ez szokatlanul fiatal életkor volt egy sakkmesternek. Ugyanott a verseny után páros mérkőzést játszott Curt von Bardeleben német mesterrel, akire 4,5-0,5 arányú megsemmisítő vereséget mért. 1908 szeptemberében Münchenben a Hans Fahrni elleni páros mérkőzése három parti után döntetlen állásnál szakadt félbe.
1909-ben szerezte meg a mesteri címet, amikor Szentpéterváron megnyerte az összorosz bajnokságot. Oroszországban persze voltak még játékosok, akiktől Aljechin tanulhatott: ugyanebben az évben egy páros mérkőzésen 0:3-ra veszített Moszkvában Nyenarokovtól.
1912-ben költözött Szentpétervárra, ahol 1914-ig jogi tanulmányokat folytatott. Mellette intenzíven részt vett a főváros sakkéletében. Tagja lett a Szentpétervári Sakktársaságnak és részt vett minden sakkrendezvényen. Az első igazán nagy tornát 1914 januárjában nyerte: az orosz mesterek versenyén Aaron Nimzowitschcsal holtversenyben lett első. Ezt követően egy mini páros mérkőzésen – egy nyert és egy vesztett partival – döntetlent játszottak egymással.
1913-1914. évfordulóján rendezett összorosz mesterek tornáját Aron Nimzoviccsal megosztva nyerte meg, s ezzel jogot szerzett az Oroszországban megrendezendő nemzetközi mesterek tornáján való indulásra. A nagy tornát 1914-ben Szentpéterváron rendezték, ahol csak kiemelkedő sakkmesterek vettek részt, a világbajnok Emanuel Lasker és a jövőbeni világbajnok, José Raúl Capablanca mellett. II. Miklós cár, aki egy nagy összegű pénzügyi támogatással lehetővé tette a verseny megrendezését, az első öt helyezettnek sakknagymesteri címet adományozott.

### Az első világháború és az októberi forradalom
A Mannheimben zajló mesterek tornáján Aljechin vezetett, amikor kitört az első világháború. A versenyt megszakították (Aljechint nyilvánították a győztesnek) és minden résztvevőt, aki ellenséges országból érkezett, közöttük az oroszokat is internálták. Aljechint, Jefim Bogoljubovot, Alekszej Szeleznyovot, Ilja Rabinovicsot és másokat Tribergben tartották fogva. Aljechin 1914 szeptemberében szabadult és Svájcba költözött, és a Vöröskereszt szolgálatába lépett. Majd feleségül vette Anna von Sewergin, orosz művésznőt, aki már 1913-ban szült neki egy házasságon kívüli leányt, aki az 1980-as évek közepén bekövetkezett haláláig Bécsben élt.
1916 augusztusában mint vöröskeresztes munkatárs részt vett az orosz hadsereg galíciai offenzívájában. Két ízben megkapta a Szent György-rendet és a Szent Szaniszló-rendet a sebesültek megmentése során tanúsított bátorságáért. Végül ő maga is megsebesült és olyan súlyos sérüléseket szenvedett, hogy több hónapot Ternopilban, kórházban kellett töltenie.
1919-ben Odesszában letartóztatták és a fehérgárdisták részére történő kémkedés vádjával halálra ítélték. A híresztelések szerint, a fogságban Trockij látogatta meg és miután sakkozott vele, elengedték. Az biztos, hogy felismerték mint népszerű sakkmestert és ezután hamarosan szabadon bocsátották. Aljechin, aki az anyanyelvén kívül folyékonyan beszélt németül, franciául és angolul, valamint jogi végzettséggel rendelkezett, visszatért Moszkvába és állást kapott a rendőr-főkapitányságon mint vizsgálóbíró. 1920 nyarán áthelyezték a Kominternhez, ahol tolmácsként dolgozott, mert folyékonyan beszélt franciául és németül.
1920-ban megnyerte a Szovjetunió államainak bajnokságát, vagy ahogy akkor nevezték, az Összoroszországi Sakkolimpiát. Eredménye 12 pont volt 15-ből, veretlenül, a versenyen játszott öccse is, aki az amatőrök között 3. lett.
A tolmácsolás kapcsán ismerte meg Anneliese Rüegget, a Svájci Szociáldemokrata Párt funkcionáriusát, aki a Komintern kongresszusára érkezett Moszkvába. 1921. március 15-én Anneliese Aljechin második felesége lett és aki később, 1921. november 2-án Svájcban, a Zürich kantonban lévő Winterthurban egy fiút, az ifjú Alexander Aljechint szülte neki. 1921 tavaszán engedélyt kapott, hogy svájci feleségével nyugatra utazzon, ahonnan soha nem tért vissza.

### Az emigrációban
Idegenben az első állomás Berlin volt, mint a legtöbb orosz emigráns részére, ahol saját emigráns irodalmat, kávéházakat és hasonlókat hoztak létre. De Aljechin csak rövid ideig maradt a német fővárosban és hamarosan Párizsba költözött. Oroszországba már soha többé nem tért vissza.
Aljechin a világbajnoki cím megszerzését tűzte ki maga elé. A következő hat évben sakktudása fejlesztésén dolgozott. Azokon a nemzetközi sakkversenyeken, melyeken elindult, nagyon sikeres volt. Jövedelmét jelentősen feljavították a szimultán és vaksakk bemutatók.
Aljechin állította, hogy 1925-ben Párizsban, a Sorbonne jogi karának benyújtotta a doktori értekezését A fogvatartottak helyzete Kínában címmel. A Wiener Schachzeitung 1926-ban közhírré tette, hogy Aljechin „doktori kalapot” szerzett. A sakktörténészek intenzív kutatásai, hogy az egyetem archívumában ezt az értekezést megtalálják, zátonyra futottak. Egyébként ott utalást sem találtak arra, hogy Aljechin doktori címet szerzett volna. Ennek ellenére 1926-tól Aljechin használta a neve előtt a „Dr.” megjelölést.
A tárgyalások Capablancával egy világbajnoki páros mérkőzésről nehéznek bizonyultak. De 1927-ben mégis létrejött a mérkőzés. A favorit egyértelműen Capablanca volt. Aljechin azonban minden szakértőt zavarba ejtett és jelentősen jobban felkészültnek bizonyult, mind a megnyitáselméletben, mind pedig pszichológiailag. A mérkőzést Aljechin nyerte 34 parti után 6-3-ra, 25 döntetlen mellett. (Az akkori szabályok szerint a döntetlenek nem számítottak, a mérkőzést 6 győzelemig játszották.)
Az új világbajnok a rendezvény záróbankettjén tartott beszédében megígérte a visszavágót Capablancának, de az soha nem jött létre. Sőt, Aljechin azt is kerülte, hogy a megelőző világbajnokokkal egyazon versenyen induljon. A világbajnoki döntő után először csak 1936-ban Nottinghamben találkoztak a sakktáblánál.
A Capablanca elleni visszavágó helyett Aljechin a világbajnoki címét vélhetően gyengébb ellenfelek ellen védte meg. 1929-ben és 1934-ben játszott címmérkőzést az akkori FIDE világbajnokkal, Jefim Bogoljubovval. Aljechin részéről szóba sem került, hogy a címéről az újonnan alapított FIDE kedvéért lemondjon. Bogoljubov 1928-ban és 1929-ben Max Euwe ellen kétszer nyerte el a hivatalos FIDE világbajnoki címet. Miután azonban Aljechin Bogoljubovot kétszer (1929-ben 15,5-9,5-re, 1934-ben 15,5-10,5-re) fölényesen megverte, a FIDE nem tett kísérletet arra, hogy hivatalos világbajnoki címet adjon ki. Csak az 1940-es évek végén, Aljechin halála után, sikerült a FIDE-nek elegendő legitimációra szert tennie, hogy hivatalos címet adjon ki.
1934-ben meghalt Aljechin második felesége. Harmadik felesége az amerikai Grace Wishar (1876–1956) volt, egy vagyonos amerikai tábornok özvegye, akinek Franciaországban volt egy birtoka. A hölgy maga is sakkozott, távsakkot játszott és villámsakk tornákon vett részt, ha Aljechin elkísérte.
Aljechin mindhárom felesége férjénél sokkal idősebb volt. Reuben Fine amerikai nagymester és pszichoanalitikus a The Psychology of the Chess Player (A sakkjátékos pszichológiája) című, 1982-ben megjelent könyvében erről arra a gondolatra jutott, hogy Aljechinnek Ödipusz-komplexusa volt.
Aljechin a világbajnoki címét 1935-ben a holland Max Euwe ellen elveszítette (14,5-15,5 volt az eredmény). 1937-ben Euwe megadta a visszavágás lehetőségét. A visszavágón Aljechin nyert 15,5-9,5-re. Euwe-nek ez az egyáltalán, nem magától értetődő gesztusa, hogy a világbajnoki címet egy erősebb ellenféllel szemben tegye kockára, öregbítette a kifogástalan sportemberi hírnevét. Aljechin maga Capablanca ellen a visszavágót korábban elkerülte.
Az 1930-as években néhány kitűnő fiatal sakkmester tűnt fel, akik a világbajnoki címre komolyan esélyessé váltak. Salo Flohr, Reuben Fine, Samuel Reshevsky és Paul Keres mellett ilyen volt mindenekelőtt Mihail Botvinnik. Aljechin, aki volt hazájának, Oroszországnak a sakkéletét nyomon követte, érdekelt volt a fiatal szovjet sakkiskola kiemelkedő képviselője elleni világbajnoki páros mérkőzés megrendezésében. A második világháború kitörése azonban megakadályozta a már jól előkészített találkozó megrendezését.

### A II. világháború és együttműködés a nácikkal
Aljechin, aki két évtizede francia állampolgár volt, már a háború kitörésekor, a sakkolimpián Buenos Airesben, 1939-ben, németellenes magatartást tanúsított. Közel ötvenévesen önkéntesként belépett a francia hadseregbe. Az összeomlás után hadifogságba került, ahol egészsége, főleg a gyomra erősen megromlott. Utána Dél-Amerikába akart emigrálni. Hogy vízumot kapjon Portugáliába, írt két cikket egy párizsi újságba, amint ő maga elmondta, ezeket nem látta nyomtatásban megjelenni, s már Portugáliában volt, amikor meglátta, hogy cikkeit teljesen átírták és eltorzították.
1941-ben megjelentek Aljechin neve alatt antiszemita cikkek egy francia (Párizsi újság) és egy holland (Német újság) újságban, azután még egyszer a Német Sakkújságban. Ezekben a cikkekben arról volt szó, hogy az árja sakkjátékos gondolkodásának a felsőbbségét ki lehet mutatni a zsidóké felett. Az írások stílusa azonban jóval primitívebb, mint az a jogi doktor Aljechintől megszokott volt, a sakkozók túlnyomó többsége sem tekinti hitelesnek őket.
Mégsem mehetett Dél-Amerikába, mert második felesége, aki brit állampolgár volt, Párizsban maradt, hogy ingatlanait értékesítse. Amikor Aljechin megtudta, hogy internálótáborba került, mint az szokásos volt a hadban álló országok polgáraival szemben, visszatért Párizsba. Bár nem éltek jól, s az asszony valószínűleg nem követte volna Dél-Amerikába, mégis úgy vélte, egy úriembernek ilyen körülmények között a feleségével kell maradnia. Ezután a házaspár kényszerlakhelyéül Prágát jelölték ki. Ettől kezdve, csak a németek által megszállt területeken versenyezhetett, ezt később a kollaboráció bizonyítékaként hozták fel.
Aljechinről azt is terjesztették, hogy megtagadta a segítséget a lengyel-zsidó Dawid Przepiórka és a holland-zsidó Salo Landau sakkmesterektől, s őket ezért a koncentrációs táborban megölték. Ezek a mendemondák nem bizonyítottak és nagyon valószínű, hogy túlzóak. Aljechinnek bizonyára voltak afférjai zsidó sakkozókkal, mert érzékeny, sértődős ember volt, és igazi arisztokrata, aki nyilván megvetette a kalmárszellemet, s ezt egyesek antiszemitizmussá nagyítják föl. Ilyenkor az Aljechin mellett szóló érveket, például, hogy katonai szolgálatba is lépett a németek ellen, vagy hogy felesége érdekében ment a megszállt területekre, elhallgatják. A vádakat az amerikai Fine nagymester fogalmazta meg és nem érdek nélkül. Politikai alapon akarta Aljechint megfosztani a világbajnokságtól, amiért akkor /1946-ban/ még maga is harcba akart szállni. E vádaskodás erősen megviselte Aljechint, és hozzájárult szívroham okozta korai halálához.

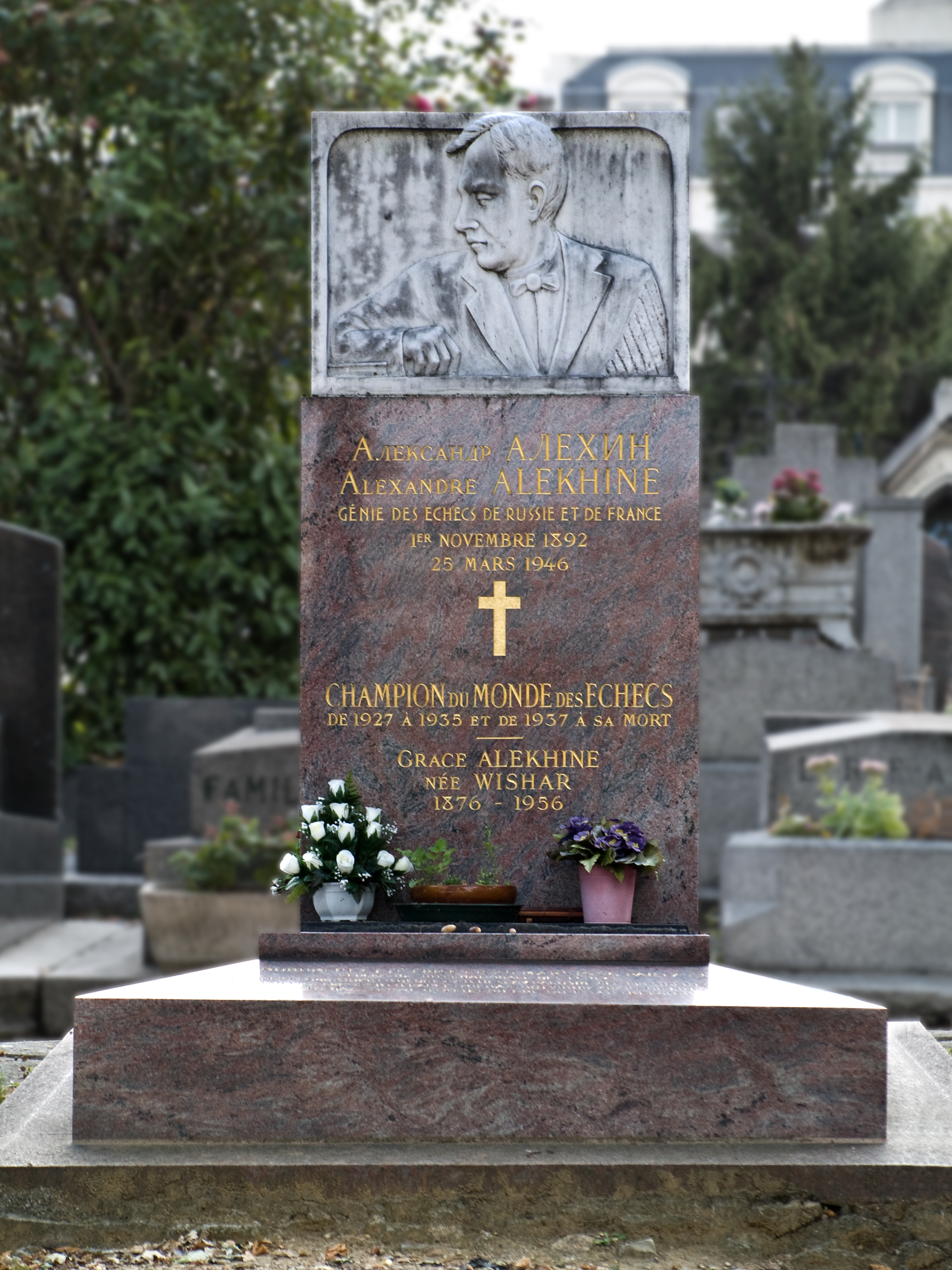
Alekszandr Aljechin sírja a párizsi Montparnasse-on

### Halál Portugáliában
Aljechin, amint tehette, vízumot szerzett a fasiszta, de a háborúban semleges Spanyolországba, ahonnan ismét Portugáliába tudott eljutni. Itt pedig már nemigen jutott jövedelemhez, sakkoktatást is vállalt, de végül is egy estorili panziós jóindulatából élt. A politikai jellegű támadás váratlanul érte, és mélyen bántotta. Nem fogadták nevezését a londoni versenyre. Egy reménye maradt. A háború befejezése után felvette vele a kapcsolatot a Szovjet Sakkszövetség; világbajnoki páros mérkőzést terveztek Botvinnik ellen. Aljechin ragaszkodott ahhoz, hogy a mérkőzést Moszkvában tartsák. Abban bízott, hogy visszatérhet hazájába. Lelkesen készült. Közben érte a halál, világbajnokként, a sakktábla mellett ülve. Erről is vannak különféle legendák. A halál pontos körülményei a mai napig beszédtémát képeznek, de az öngyilkosságról, vagy az ellenállási mozgalom által elkövetett gyilkosságról szóló híresztelések nem tűnnek igaznak.
Végleges sírhelyén, Párizsban, a híres montparnasse-i temetőben, 1956-ban helyezték a holttestét örök nyugalomra, ahol a FIDE díszsírkövet emeltetett a tiszteletére.

## Versenyeredményei
Aljechin versenyeken elért helyezései és eredményei:
- Az eredmény oszlopban: + a nyert játszmák, − a vesztett játszmák, = a döntetlen játszmák száma.

| Dátum   | Helyszín                 | Helyezés | Eredmény | Eredmény | Megjegyzés |
| ------- | ------------------------ | -------- | -------- | -------- | --- |
| 1907    | Moszkva                  | 11–13    | 5½/15    | +5−9=1   | Testvére Alekszej Aljechin a 4–6. helyen végzett.                                                                       |
| 1908    | Moszkva                  | 1.       | ?        | ?        | Moszkvai Sakk-klub Tavaszi verseny                                                                                      |
| 1908    | Düsseldorf               | 3–4      | 9/13     | +8−3=2   | 16. DSB Congress A-verseny                                                                                              |
| 1908/09 | Moszkva                  | 1.       | 6½/9     | +5−1=3   | Moszkvai Sakk-klub Őszi verseny                                                                                         |
| 1909    | Szentpétervár            | 1.       | 13/16    | +12−2=2  | Összorosz amatőr bajnokság                                                                                              |
| 1910    | Hamburg                  | 7–8      | 8½/16    | +5−4=7   | 17th DSB Congress, Carl Schlechter nyerte                                                                               |
| 1911    | Köln                     | 1.       | 3/3      | +3−0=0   | Quadrangular verseny |
| 1911    | Carlsbad                 | 8–9      | 13½/25   | +11−9=5  | Richard Teichmann nyerte                                                                                                |
| 1912    | Szentpétervár            | 1–2      | 8/9      | +8-1=0   | Első Téli verseny |
| 1912    | Szentpétervár            | 1.       | 7/9      | +6−1=2 ? | Második Téli verseny |
| 1912    | Stockholm                | 1.       | 8½/10    | +8−1=1   | 8th Nordic Chess Championship, Spielmann előtt                                                                          |
| 1912    | Vilnius                  | 6–7      | 8½/18    | +7−8=3   | 7. orosz sakkbajnokság (Összorosz mesterverseny), Rubinstein nyert                                                      |
| 1913    | Szentpétervár            | 1–2      | 2/3      | +2−1=0   | Quadrangular verseny, holtversenyben Levenfish-sel                                                                      |
| 1913    | Scheveningen             | 1.       | 11½/13   | +11−1=1  | Janowski előtt |
| 1913/14 | Szentpétervár            | 1–2      | 13½/17   | +13−3=1  | 8. orosz sakkbajnokság (Összorosz mesterverseny), holtversenyben Nimzowitsch-csal                                       |
| 1914    | Szentpétervár            | 3.       | 10/18    | +6−4=8   | Lasker 13½, Capablanca 13, Aljechin 10, Tarrasch 8½, Marshall 8                                                         |
| 1914    | Párizs                   | 1–2      | 2½/3     | +2−0=1   | Cafe Continental Quadrangular, holtversenyben Marshallal, harmadik André Muffang, negyedik Hallegua.                    |
| 1914    | Mannheim                 | élen     | 9½/11    | +9−1=1   | 19. DSB Congress, az első világháború kitörése miatt félbeszakadt                                                       |
| 1915    | Moszkva                  | 1.       | 10½/11   | +10−0=1  | Moszkva Sakk-klub bajnoksága                                                                                            |
| 1919/20 | Moszkva                  | 1.       | 11/11    | +11−0=0  | Moszkva bajnoksága, nem ő kapta a Moszkva bajnoka címet, mert nem volt moszkvai lakos                                   |
| 1920    | Moszkva                  | 1.       | 12/15    | +9−0=6   | A Szovjetunió 1. sakkbajnoksága                                                                                         |
| 1921    | Triberg                  | 1.       | 7/8      | +6−0=2   | Bogoljubov előtt |
| 1921    | Budapest                 | 1.       | 8½/11    | +6−0=5   | Grünfeld előtt |
| 1921    | Hága                     | 1.       | 8/9      | +7−0=2   | Tartakower előtt |
| 1922    | Pöstyén                  | 2–3      | 14½/18   | +12−1=5  | Holtversenyben Spielmannal, Bogoljubov mögött                                                                           |
| 1922    | London                   | 2.       | 11½/15   | +8−0=7   | Capablanca 13, Aljechin 11½, Vidmar 11, Rubinstein 10½                                                                  |
| 1922    | Hastings                 | 1.       | 7½/10    | +6−1=3   | Rubinstein 7, Bogoljubov és George Alan Thomas 4½, Tarrasch 4, Frederick Yates 2½                                       |
| 1922    | Bécs                     | 3–6      | 9/14     | +7−3=4   | Rubinstein nyert |
| 1923    | Margate                  | 2–5      | 4½/7     | +3−1=3   | Grünfeld nyert |
| 1923    | Carlsbad                 | 1–3      | 11½/17   | +9−3=5   | Holtversenyben Bogoljubovval és Maróczy Gézával                                                                         |
| 1923    | Portsmouth               | 1.       | 11½/12   | +11−0=1  | Vajda Árpád előtt |
| 1924    | New York                 | 3.       | 12/20    | +6−2=12  | Lasker 16, Capablanca 14½, Aljechin 12, Frank Marshall 11, Réti Richárd 10½. Maróczy Géza 10, Bogoljubov 9½             |
| 1925    | Párizs                   | 1.       | 6½/8     | +5−0=3   | Tartakower előtt |
| 1925    | Bern                     | 1.       | 4/6      | +3−1=2   | Quadrangular verseny |
| 1925    | Baden-Baden              | 1.       | 16/20    | +12−0=8  | Rubinstein előtt |
| 1925/26 | Hastings                 | 1–2      | 8½/9     | +8−0=1   | Holtversenyben Vidmarral                                                                                                |
| 1926    | Semmering                | 2.       | 12½/17   | +11−3=3  | Spielmann nyert |
| 1926    | Drezda                   | 2.       | 7/9      | +5−0=4   | Nimzowitsch nyert |
| 1926    | Scarborough              | 1.       | 5½/6     | +5−0=1   | A rájátszás mérkőzést Edgar Colle ellen 2–0-ra nyerte.                                                                  |
| 1926    | Birmingham               | 1.       | 5/5      | +5−0=0   | Eugene Znosko-Borovsky előtt.                                                                                           |
| 1926    | Buenos Aires             | 1.       | 10/10    | +10−0=0  | Benito Villegas és Rolando Illa előtt.                                                                                  |
| 1927    | New York                 | 2.       | 11½/20   | +5−2=13  | Capablanca 14, Aljechin 11½, Nimzowitsch 10½, Vidmar 10, Spielmann 8, Frank Marshall 6                                  |
| 1927    | Kecskemét                | 1.       | 12/16    | +8−0=8   | Nimzowitsch és Steiner Lajos előtt.                                                                                     |
| 1929    | Bradley Beach            | 1.       | 8½/9     | +8−0=1   | Steiner Lajos előtt. |
| 1930    | San Remo                 | 1.       | 14/15    | +13−0=2  | Nimzowitsch 10½; Rubinstein 10; Bogoljubov 9½; Frederick Yates 9                                                        |
| 1931    | Nizza                    | 1.       | 6/8      | +4−0=4   | tanácskozási verseny |
| 1931    | Bled                     | 1.       | 20½/26   | +15−0=11 | Bogoljubov 15; Nimzowitsch 14; Flohr, Kashdan, Gösta Stoltz és Vidmar 13½                                               |
| 1932    | Bern                     | 1–3      | 2/3      | +2−1=0   | Quadrangular verseny, holtversenyben Erwin Voellmyvel és Oskar Naegelivel.                                              |
| 1932    | Bern                     | 1.       | 12½/15   | +11−1=3  | Svájc sakkbajnoksága (a címet Hans Johner és Paul Johner kapta).                                                        |
| 1932    | London                   | 1.       | 9/11     | +7−0=4   | Salo Flohr előtt. |
| 1932    | Pasadena                 | 1.       | 8½/11    | +7−1=3   | Isaac Kashdan előtt. |
| 1932    | Mexikóváros              | 1–2      | 8½/9     | +8−0=1   | Holtversenyben Isaac Kashdannal.                                                                                        |
| 1933    | Párizs                   | 1.       | 8/9      | +7−0=2   | Tartakower előtt. |
| 1933/34 | Hastings                 | 2.       | 6½/9     | +4−0=5   | Flohr 7, Aljechin és Lilienthal Andor 6½, C.H.O'D. Alexander és Erich Eliskases 5                                       |
| 1934    | Rotterdam                | 1.       | 3/3      | +3−0=0   | Quadrangular verseny.                                                                                                   |
| 1934    | Zürich                   | 1.       | 13/15    | +12−1=2  | Svájc sakkbajnoksága (a címet Hans Johner kapta).                                                                       |
| 1935    | Örebro                   | 1.       | 8½/9     | +8−0=1   | Erik Lundin előtt. |
| 1936    | Bad Nauheim              | 1–2      | 6½/9     | +4−0=5   | Holtversenyben Keresszel.                                                                                               |
| 1936    | Drezda                   | 1.       | 6½/9     | +5−1=3   | Ludwig Engels előtt. |
| 1936    | Poděbrady                | 2.       | 12½/17   | +8−0=9   | Salo Flohr nyert. |
| 1936    | Nottingham               | 6th      | 9/14     | +6−2=6   | Mihalil Botvinnik és Capablanca 10; Euwe, Reuben Fine and Reshevsky 9½                                                  |
| 1936    | Amszterdam               | 3rd      | 4½/7     | +3−1=3   | Max Euwe és Reuben Fine nyert                                                                                           |
| 1936    | Amszterdam               | 1–2      | 2½/3     | +2−0=1   | Quadrangular verseny, holtversenyben Salo Landauval.                                                                    |
| 1936/37 | Hastings                 | 1.       | 8/9      | +7−0=2   | Reuben Fine7½, Erich Eliskases 5½, Milan Vidmar és Movsas Feigins 4½                                                    |
| 1937    | Margate                  | 3rd      | 6/9      | +6−3=0   | Holtverseny az 1–2. helyen Paul Keres és Reuben Fine között.                                                            |
| 1937    | Kemeri                   | 4–5      | 11½/17   | +7−1=9   | Holtversenyben az 1–3. helyen Salo Flohr, Vladimirs Petrovs és Samuel Reshevsky                                         |
| 1937    | Bad Nauheim              | 2–3      | 3½/6     | +3−2=1   | Quadrangular verseny, Max Euwe nyert, versenyzett még Jefim Dmitrijevics Bogoljubov és Fritz Sämisch                    |
| 1937    | Nizza                    | 1.       | 2½/3     | +2−0=1   | Quadrangular verseny |
| 1938    | Montevideo               | 1.       | 13/15    | +11−0=4  | Carlos Guimard előtt.                                                                                                   |
| 1938    | Margate                  | 1.       | 7/9      | +6−1=2   | Rudolf Spielmann előtt.                                                                                                 |
| 1938    | Hollandia (tíz városban) | 4–6      | 7/14     | +3−3=8   | AVRO verseny, Paul Keres és Reuben Fine 8½; Mihail Botvinnik 7½; Aljechin, Max Euwe és Samuel Reshevsky 7; Capablanca 6 |
| 1939    | Montevideo               | 1.       | 7/7      | +7−0=0   | Harry Golombek előtt.                                                                                                   |
| 1939    | Caracas                  | 1.       | 10/10    | +10−0=0  | |
| 1941    | München                  | 2–3      | 10½/15   | +8−2=5   | Holtversenyben Erik Lundinnal, Gosta Stoltz előtt.                                                                      |
| 1941    | Krakkó, Varsó            | 1–2      | 8½/11    | +6−0=5   | Holtversenyben Paul Felix Schmidttel                                                                                    |
| 1941    | Madrid                   | 1.       | 5/5      | +5−0=0   | |
| 1942    | Salzburg                 | 1.       | 7½/10    | +7−2=1   | Paul Keres előtt. |
| 1942    | München                  | 1.       | 8½/11    | +7−1=3   | 1. Európai egyéni sakkbajnokság, Paul Keres előtt.                                                                      |
| 1942    | Varsó, Lublin, Krakkó    | 1.       | 7½/11    | +6−1=3   | Klaus Junge előtt. |
| 1942    | Prága                    | 1–2      | 8½/11    | +6−0=5   | Holtversenyben Klaus Jungéval.                                                                                          |
| 1943    | Prága                    | 1.       | 17/19    | +15−0=4  | Paul Keres előtt. |
| 1943    | Salzburg                 | 1–2      | 7½/10    | +5−0=5   | Holtversenyben Paul Keresszel.                                                                                          |
| 1944    | Gijón                    | 1.       | 7½/8     | +7−0=1   | |
| 1945    | Madrid                   | 1.       | 8½/9     | +8−0=1   | |
| 1945    | Gijón                    | 2–3      | 6½/9     | +6−2=1   | Holtversenyben Antonio Medina Garcíával, Antonio Rico mögött.                                                           |
| 1945    | Sabadell                 | 1.       | 7½/9     | +6−0=3   | |
| 1945    | Almería                  | 1–2      | 5½/8     | +4−1=3   | Holtversenyben Lopez Nunezzel.                                                                                          |
| 1945    | Melilla                  | 1.       | 6½/7     | +6−0=1   | |
| 1945    | Cáceres                  | 2.       | 3½/5     | +3−1=1   | Francisco Lupi nyert.                                                                                                   |

## Párosmérkőzései
Aljechin párosmérkőzéseinek eredményei:
| Dátum  | Ellenfél              | Eredmény  | Helyszín                                                       | Eredmény | Eredmény | Megjegyzés                      |
| ------ | --------------------- | --------- | -------------------------------------------------------------- | -------- | -------- | ------------------------------- |
| 1908   | Curt von Bardeleben   | Nyert     | Düsseldorf                                                     | 4½/5     | +4−0=1   |                                 |
| 1908   | Hans Fahrni           | Döntetlen | Munich                                                         | 1½/3     | +1−1=1   |                                 |
| 1908   | Benjamin Blumenfeld   | Nyert     | Moszkva                                                        | 4½/5     | +4−0=1   |                                 |
| 1908   | Vladimir Nenarokov    | Vesztett  | Moszkva                                                        | 0/3      | +0−3=0   |                                 |
| 1913   | Stepan Levitsky       | Nyert     | Szentpétervár                                                  | 7/10     | +7−3=0   |                                 |
| 1913   | Edward Lasker         | Nyert     | Párizs, London                                                 | 3/3      | +3−0=0   |                                 |
| 1913   | José Raúl Capablanca  | Vesztett  | Szentpétervár                                                  | 0/2      | +0−2=0   | bemutató mérkőzés               |
| 1914   | Aaron Nimzowitsch     | Döntetlen | Szentpétervár                                                  | 1/2      | +1−1=0   | rájátszás                       |
| 1916   | Alexander Evensohn    | Nyert     | Kijev                                                          | 2/3      | +2−1=0   |                                 |
| 1918   | Abram Rabinovich      | Nyert     | Moszkva                                                        | 3½/4     | +3−0=1   |                                 |
| 1918   | Boris Verlinsky       | Nyert     | Ogyessza                                                       | 6/6      | +6−0=0   |                                 |
| 1920   | Nikolay Pavlov-Pianov | Döntetlen | Moszkva                                                        | 1/2      | +1−1=0   | edzőmérkőzés                    |
| 1921   | Nikolay Grigoriev     | Nyert     | Moszkva                                                        | 4½/7     | +2−0=5   | edzőmérkőzés                    |
| 1921   | Jefim Bogoljubov      | Döntetlen | Triberg                                                        | 2/4      | +1−1=2   | "titkos" edzőmérkőzés           |
| 1921   | Richard Teichmann     | Döntetlen | Berlin                                                         | 3/6      | +2−2=2   |                                 |
| 1921   | Friedrich Sämisch     | Nyert     | Berlin                                                         | 2/2      | +2−0=0   |                                 |
| 1922   | Ossip Bernstein       | Nyert     | Párizs                                                         | 1½/2     | +1−0=1   |                                 |
| 1922   | Arnold Aurbach        | Nyert     | Párizs                                                         | 1½/2     | +1−0=1   |                                 |
| 1922   | Manuel Golmayo        | Nyert     | Madrid                                                         | 1½/2     | +1−0=1   |                                 |
| 1923   | André Muffang         | Nyert     | Párizs                                                         | 2/2      | +2−0=0   |                                 |
| 1926   | Edgar Colle           | Nyert     | Scarborough                                                    | 2/2      | +2−0=0   | rájátszás                       |
| 1926/7 | Max Euwe              | Nyert     | Amszterdam                                                     | 5½/10    | +3−2=5   |                                 |
| 1927   | José Raúl Capablanca  | Nyert     | Buenos Aires                                                   | 18½/34   | +6−3=25  | világbajnoki mérkőzés           |
| 1927   | Charles Jaffe         | Nyert     | New York                                                       | 2/2      | +2−0=0   | bemutató mérkőzés               |
| 1929   | Jefim Bogoljubov      | Nyert     | Wiesbaden, Berlin, Amszterdam                                  | 15½/25   | +11−5=9  | világbajnoki címvédés           |
| 1933   | Rafael Cintron        | Nyert     | San Juan                                                       | 4/4      | +4−0=0   | bemutató mérkőzés               |
| 1933   | Ossip Bernstein       | Döntetlen | Párizs                                                         | 2/4      | +1−1=2   |                                 |
| 1934   | Jefim Bogoljubov      | Nyert     | Baden-Baden, Villingen, Pforzheim, Bayreuth, Kissingen, Berlin | 15½/25   | +8−3=15  | világbajnoki címvédés           |
| 1935   | Max Euwe              | Vesztett  | Amszterdam, Hága, Utrecht                                      | 14½/30   | +8−9=13  | vesztett világbajnoki mérkőzés  |
| 1937   | Max Euwe              | Nyert     | Rotterdam, Haarlem, Leiden, Zwolle, Amszterdam, Delft, Hága    | 15½/25   | +10−4=11 | visszaszerzett világbajnoki cím |
| 1937   | Max Euwe              | Vesztett  | The Hague                                                      | 2/5      | +1−2=2   | bemutató mérkőzés               |
| 1941   | Lopez Esnaola         | Nyert     | Vitoria                                                        | 2/2      | +2−0=0   |                                 |
| 1943   | Jefim Bogoljubov      | Döntetlen | Varsó                                                          | 2/4      | +2−2=0   |                                 |
| 1944   | Ramón Rey Ardid       | Nyert     | Zaragoza                                                       | 2½/4     | +1−0=3   |                                 |
| 1946   | Francisco Lupi        | Nyert     | Estoril                                                        | 2½/4     | +2−1=1   |                                 |

## Olimpiai szereplései
| Év   | Olimpia        | Helyszín                      | Tábla | +    | - | =    | %         | Helyezés egyéni | Helyezés csapat | Megjegyzés |
| 1930 | 3. sakkolimpia | Hamburg Németország           | 1     | 9    | 0 | 0    | 100       | -               | 12              | Az egyéni eredményeket a szerzett pontok száma, és nem a százalékok alapján értékelték. A legjobbak 17 játszmát játszottak. Aljechin a szépségdíjat nyerte Gideon Ståhlberg elleni játszmájáért.                    |
| 1931 | 4. sakkolimpia | Prága Csehszlovákia           | 1     | 10   | 1 | 7    | 75        | Aranyérem       | 14              | Egyetlen vereségét a lett Hermanis Matisonstól szenvedte el. Ez volt az első veresége a világbajnoki címe megszerzése óta.                                                                                          |
| 1933 | 5. sakkolimpia | Folkestone Egyesült Királyság | 1     | 8    | 1 | 3    | 79,2      | Aranyérem       | 8               | Egyetlen vereségét a lengyel Savielly Tartakower ellen szenvedte el. Ez volt a második, és egyben utolsó veresége sakkolimpiákon.                                                                                   |
| 1935 | 6. sakkolimpia | Varsó Lengyelország           | 1     | 7    | 0 | 10   | 70,6      | Ezüstérem       | 10              | A csehszlovák Salo Flohr ért el nála jobb eredményt, 13 pontot 17 játszmából. |
| 1939 | 8. sakkolimpia | Buenos Aires Argentína        | 1     | 5(9) | 0 | 5(7) | 75 (78,1) | Ezüstérem       | 10              | Az egyéni érmeknél csak a döntőbeli teljesítményt vették figyelembe. Zárójelben az olimpia egészén nyújtott teljesítménye. A kubai José Raúl Capablanca szerezte meg az egyéni aranyérmet 77,3%-os teljesítménnyel. |

## Távsakkozás
Aljechin 1902 és 1910 között a Sahmatnoje Obozrénye (Шахматное обозрение) című folyóirat több távtornáján vett részt. A folyóirat 6., 7. és 9. tornáján együtt szerepelt a testvérével, Alekszejjel. 1905-től 1906-ig a 16. tornán „T. Aljechin” név alatt vett részt önállóan. A „T” a Tisa becenevet takarja, ahogy őt alkalmanként otthon nevezték. A versenyt megnyerte, a megszerezhető 14 pontból 11-et szerzett. Ezt követően még 1906-07-ben játszott Schachowski herceg 1. távtornáján és a Sahmatnoje Obozrénye folyóirat 17. tornáján. 1912 és 1914 között Moszkva csapatában játszott a Kazany ellen, a városok közötti mérkőzésen.

## Vaksakk
Aljechin a legerősebb „vakon” játszó sakkozók közé tartozott a maga korában. Kétszer állított fel világrekordot vakszimultánban. 1924-ben New Yorkban egyszerre 26 vakjátszmát játszott, amiből 16-ot megnyert, öt döntetlen és öt vereség mellett. Azután, hogy Réti Richárd és George Koltanowski ezt az eredményt megjavította, Aljechin 1933-ban, Chicagóban a rekordot visszaszerezte. 32 partit játszott egyidejűleg: 19 győzelmet és 9 döntetlent ért el, 4 vereség mellett.

## Híres játszmái
- Bogoljubow – Aljechin, Hastings, 1922
- Réti – Aljechin, Baden-Baden, 1925
- Euwe – Aljechin, Zandvoort, 1935
- 578 darab játszmája a chess-db.com-on Archiválva 2014. május 2-i dátummal a Wayback Machine-ben

## Eredményei
- Világbajnok 1927-től 1935-ig
- Világbajnok 1937-től 1946-ig
- Világrekord vakszimultánban (87 tornából 62-t nyert meg)
- A tornákon és világbajnoki páros mérkőzéseken összesen 1264 partit játszott: ezekből 735-t megnyert, 402 remivel végződött és 127-t veszített el.
- 1926-ban, Drezdában, Nimzowitsch-csal együtt kapták a legszebb partiért járó díjat, 5000 db cigarettát.

## Megjelent művei
- Alekhine, Alexander. 107 Great Chess Battles. Oxford University Press (1980). ISBN 978-0-19-217590-8 Aljechin által elemzett játszmák, amelyek jóval halála után jelentek meg.
- Alekhine, Alexander. My Best Games of Chess 1908–1937. Dover (1985). ISBN 0-486-24941-7 Az 1929-ben és 1937-ben megjelent könyvek egy kötetben kiadott reprint változata.

### Magyarul
- Aljechin 300 válogatott játszmája saját elemzéseivel; összeáll., bev. V. N. Panov, ford. Alföldy László; Sport–Medicina, Bp., 1962
- A My Best Games of Chess 1924–1937 című könyve alapján készült 1946-ban az A Matter of Life and Death című film.

## Emlékezete
- Az ausztráliai Queenslandben az ír aranyásó, Patrick Joseph Finnerty róla nevezte el az 500 láb (kb. 170 m) magas Mount Alekhine-„hegyet”, kb. 50 mérföldre Townsville-től.
- A Cascais városában, Portugáliában róla nevezték el a Rua Alexander Alekhine nevű utcát.
- Az 1909 Alekhin nevű aszteroida az ő nevét viseli.[21]
- Emlékére 1956 óta a legerősebb nagymesterek részvételével emlékversenyt rendeznek. A legutóbbira 2013. áprilisban Párizsban és Moszkvában került sor.[22]